# Metahyamus sutepensis
Metahyamus sutepensis – gatunek kosarza z podrzędu Laniatores i rodziny Assamiidae.

## Występowanie
Gatunek występuje w Tajlandii.